# سسک دمگاه‌زیتونی غربی

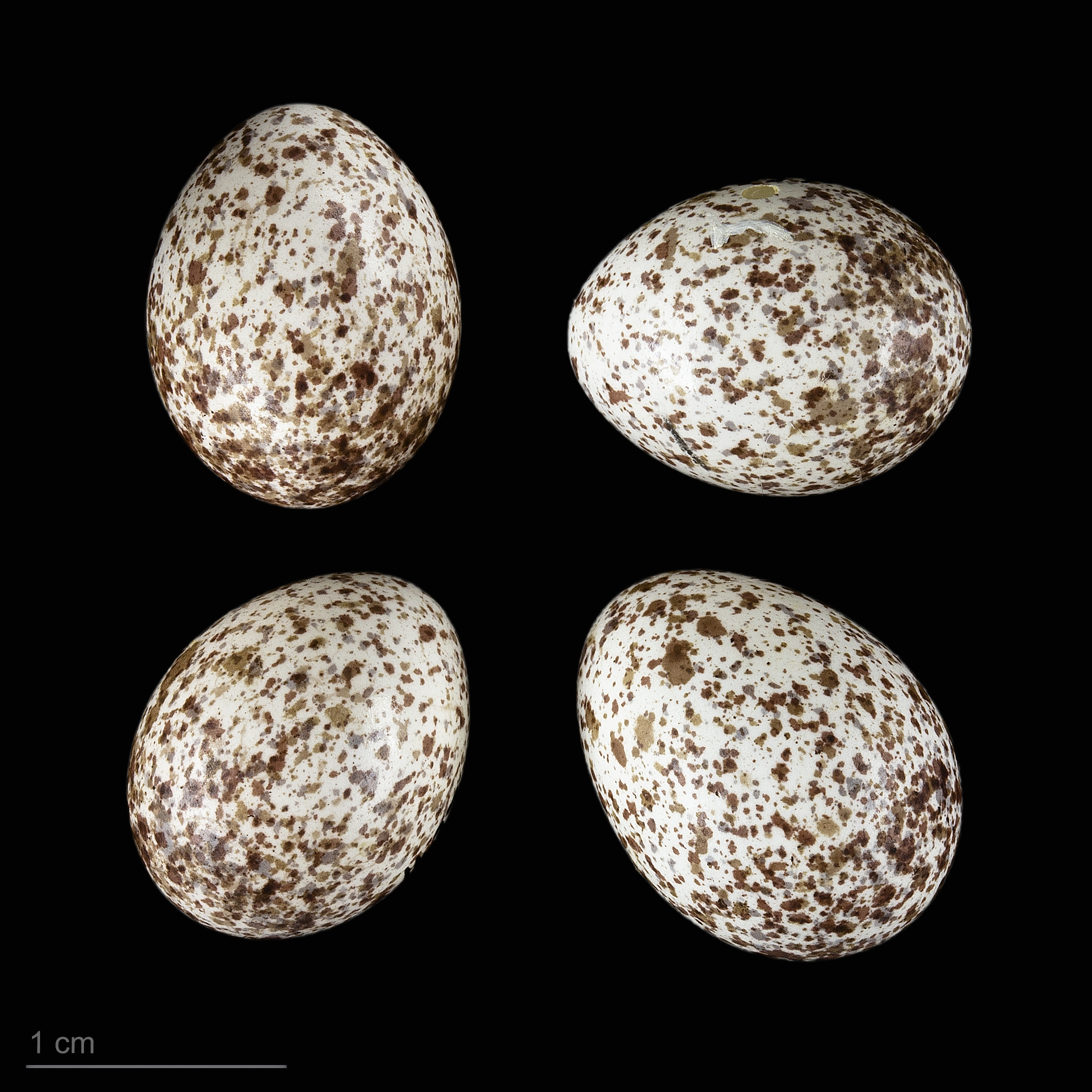
Phylloscopus bonelli

سسک دمگاه‌زیتونی غربی (نام علمی: Phylloscopus bonelli) نام یک گونه از تیره سسکان برگی است.